# Blair Brown

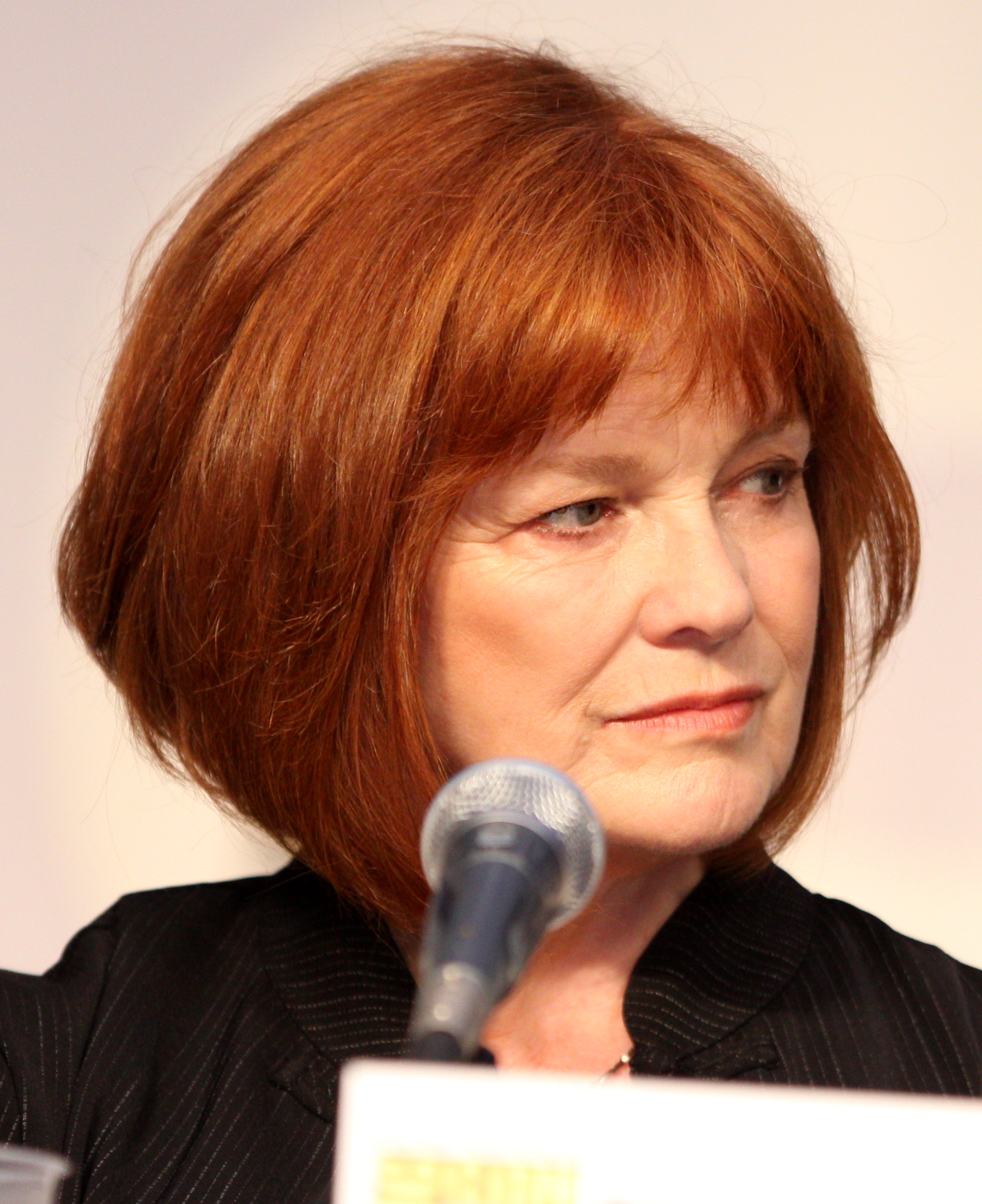
Blair Brown in 2010

Bonnie Blair Brown (Washington D.C., 23 april 1946) is een Amerikaanse actrice.

## Biografie
Brown heeft de high school doorlopen aan de Madeira School in McLean (Virginia), en hierna ging zij studeren aan de National Theatre School of Canada in Montreal (Canada) waar zij in 1969 haar diploma haalde. Het acteren leerde zij aan het Stratford Shakespeare Festival in Stratford (Ontario), waar zij verschillende jaren actief was op het podium. Brown heeft van 1976 tot en met 1985 een relatie gehad met acteur Richard Jordan met wie zij een zoon heeft.

## Filmografie

### Films
Selectie:
- 2007 First Born – als moeder van Laura
- 2006 The Sentinel – als nationale veiligheid advisseuse
- 2005 Loverboy – als Jeanette Rawley
- 2003 Dogville – als mrs. Henson
- 2000 Space Cowboys – als dr. Anne Caruthers
- 1999 The Astronaut's Wife – als Shelly McLaren
- 1994 The Gift of Love – als Helen Porter
- 1980 Altered States – als Emily Jessup
- 1977 The Choirboys – als Kimberly Lyles

### Televisieseries
Uitgezonderd eenmalige gastoptredens.
- 2019 Wolverine - als Bonnie Roach - 10 afl.
- 2013 - 2019 Orange Is the New Black - als Judy King - 24 afl.
- 2018 Jack Ryan - als directrice Sue Joyce - 2 afl.
- 2017 Elementary - als Kate Durning - 2 afl.
- 2015 - 2016 Limitless - als Marie Finch - 8 afl.
- 2008 – 2012 Fringe – als Nina Sharp – 90 afl.
- 2004 Law & Order: Special Victims Unit – als Lynne Riff – 2 afl.
- 2003 – 2004 Ed – als Mary Burton – 2 afl.
- 1987 – 1991 The Days and Nights of Molly Dodd – als Molly Dodd – 65 afl.
- 1976 Captains and the Kings – als Elizabeth Healey Hennessey – 6 afl.

## Theaterwerk opBroadway
- 2022 The Minutes - als ms. Innes
- 2017 - 2018 The Parisian Woman - als Jeanette
- 2000 – 2001 Copenhagen – als Margrethe Bohr
- 2000 James Joyce's The Dead – als Gretta Conroy
- 1998 – 2004 Cabaret – als Fraulein Schneider (understudy)
- 1995 Arcadia – als Hannah Jarvis
- 1989 The Secret Rapture – als Isobel Glass
- 1976 – 1977 Threepenny Opera – als Lucy Brown

- Biblioteca Nacional de España: XX1258994
- Bibliothèque nationale de France: cb14159519w (data)
- Gemeinsame Normdatei: 1197092927
- International Standard Name Identifier: 0000 0001 0906 2214
- Library of Congress Control Number: n93086893
- Nationale Bibliotheek van Tsjechië: xx0168972
- Nationale bibliotheek van Australië: 35277365
- Nationale Bibliotheek van Israël: 987007322182805171
- Nationale Bibliotheek van Polen: a0000001276131
- Nederlandse Thesaurus van Auteursnamen: 195176650
- Trove: 894062
- Virtual International Authority File: 59293126
- WorldCat: E39PBJxrVfkPXwBv684k4k3qQq